# Партизаны короля Христа
Партизаны Короля Христа (исп. Guerrilleros de Cristo Rey) — ультраправая парамилитарная группировка в Испании 1970-х годов. Объединяла преимущественно молодых фалангистов и ультраконсервативных монархистов. Первоначально действовала в контакте с полицией и спецслужбами франкистского режима. После 1975 года — одна из структур неофашистской оппозиции демократическим реформам. Совершили ряд нападений на представителей левых сил и сепаратистских движений. Причастны к нескольким эпизодам убийств.

## Правая реакция
Со второй половины 1960-х годов в Испании заметно осложнилась внутриполитическая обстановка. Первопричиной являлось постепенное утверждение в стране принципов общества потребления, отказ от политики автаркии, ослабление государственного идеологического контроля, характерного для первых десятилетий режима Франко. Эти процессы стимулировали активность оппозиции. Под влиянием парижского Красного мая-1968 назревали студенческие волнения. Более интенсивной стала левая пропаганда. Часть монархистов выступала за немедленный переход к полновластию короля, карлисты выдвигали своих претендентов. Критические суждения стали озвучиваться в церковной среде. Наибольшие проблемы создавали террористические действия леворадикальных баскских сепаратистов.
При этом правящий режим продолжал контролировать ситуацию. Реальная угроза свержения Франко отсутствовала. Однако во франкистских кругах росло беспокойство. Возникали крайне правые группы, ориентированные на жёсткие ответные действия. Поскольку наиболее заметное брожение происходило в студенчестве, именно эта среда выдвинула и наиболее радикальные контрструктуры. Defensa Universitaria — «Университетская оборона» — организовалась при участии Гражданской гвардии и армейских спецслужб ещё в 1963 году. Эта организация специализировалась на пропаганде франкизма и силовом подавлении левооппозиционных настроений в студенчестве.
В 1968—1969 годах на базе Defensa Universitaria сформировалась организация Guerrilleros de Cristo Rey — Партизаны Короля Христа. Её возглавил 50-летний химик Мариано Санчес Ковиса — ортодоксальный франкист, ветеран Голубой дивизии. Отличия новой организации заключались в фанатичной преданности идеям франкизма, готовности действовать вне правового поля, без оглядки на официальные структуры (если это не касалось оперативного взаимодействия).

## На страже франкизма

### Идеология и структура
Идеологически «Партизаны Короля Христа» были довольно разнородны. В организацию входили и фалангисты, и монархисты, и карлисты, и клерикалы. Объединяющими принципами являлись верность каудильо Франко, воинствующий испанский национализм, католицизм и антикоммунизм. Особый акцент делался на антисепаратизме, защите единства и территориальной целостности Испании.
Задачей организации стали силовые акции против антифранкистской оппозиции. Чёткой структуры и командования не было, действия координировались лишь в самом общем плане.

У партизан нет ни боссов, ни указаний. Хотите действовать — действуйте.

Мариано Санчес Ковиса

### Средневековые избиения
Основной формой активности «Партизан Короля Христа» были нападения и избиения. При этом обычно использовалось оружие, стилизованное под Средневековье — булавы, цепники-моргенштерны, железные прутья. Наиболее известная акция времён Франко — групповое избиение баскских священников в Ондарроа (1968 год) за левую и сепаратистскую агитацию. Нападение на группу левых католиков 2 мая 1974 года в Мадриде привело к кратковременному аресту Санчеса Ковисы.
Боевики, как правило, не совершали убийств, ограничиваясь жестокими избиениями — франкистское государство ограничивало общественное насилие, оставляя за собой соответствующую монополию.
Весной 1975 года Мариано Санчес Ковиса был замечен на севере Португалии, где развернула наибольшую активность ультраправая Армия освобождения. Помощь испанских франкистов имела большое значение для португальских правых и способствовала их массированному контрнаступлению Жарким летом 1975.

## Ударная группировка

### В авангарде насилия
Ситуация изменилась после смерти Франко 20 ноября 1975 года. С середины 1976 «Партизаны Короля Христа» превратились из проправительственной организации в радикально оппозиционную. Они приняли участие в резне Монтехурра 9 мая 1976 года, организовывали уличные демонстрации, устраивали нападения и массовые драки с левыми манифестантами. Мариано Санчес Ковиса в своих публичных выступлениях заходил дальше лидеров Бункера: он открыто заявлял, что Франко совершил ошибку, передав испанский престол и полномочия главы государства Хуану Карлосу I.
Наряду с неофалангистами Раймундо Фернандеса-Куэсты, Новой силой Бласа Пиньяра и некоторыми другими праворадикальными группировками, «Партизаны Короля Христа» были в авангарде силового сопротивления не только левым тенденциям, но и демократическим преобразованиям как таковым.
Летом-осенью 1976 «партизаны» подозревались в уличных убийствах левых активистов. Члены группировки подозреваются в резонансном убийстве студента Артуро Руиса на мадридской демонстрации 23 января 1977 года. Санчес Ковиса вынужден был давать объяснения на процессе по делу о расстреле на улице Аточа, происшедшем буквально через несколько часов после гибели Руиса. Организацию обвиняли в терроризировании политических оппонентов. Однако сетевая структура организации, а иногда спонтанность действий затрудняла сбор доказательной базы.
Подсчитано[кем?], что за период 1975—1983 годов жертвами политического насилия в Испании стали 591 человек. Из них 188 погибли в результате организованных нападений.

В насилии, естественно, нет ничего хорошего. Но насилие на службе справедливости, когда исчерпаны другие методы, я считаю хорошим. Если ситуация ставит вопрос о готовности убить, то на службе Отечеству не должно быть сомнений.

Мариано Санчес Ковиса

### Атаки и манёвры
Наибольший масштаб приобрели весной 1978 года столкновения в городе Памплона — столице автономии Наварра. «Партизаны Короля Христа» регулярно нападали на левых и баскских активистов. Одно из таких нападений произошло 27 апреля 1978. 10 мая «партизаны» столкнулись с отрядом баскской самообороны и применили огнестрельное оружие. Завязался уличный бой, в результате которого один из «партизан» (лейтенант Гражданской гвардии) погиб от ножевого ранения.
После памплонских столкновений мадридская структура «Партизан Короля Христа» объявила о намерении развернуть масштабную вооружённую борьбу:

Потому что слишком много красного.

В мадридском студенческом городке была устроена крупная массовая драка. Однако заявление дезавуировал лично Санчес Ковиса:

Ситуация с басками — вопрос министра внутренних дел, а не наш.

Однако уже 24 августа 1978 «партизаны» совершили нападение на анархистов в Бильбао. Была сожжена редакция журнала Askatasuna. 22 ноября 1978, вскоре после третьей годовщины смерти Франко, «партизаны» забросали бутылками с зажигательной смесью собрание коммунистов.
Последняя крупная террористическая акция, приписываемая «Партизанам Короля Христа» — поджог офиса профобъединения Рабочие комиссии в Виго 4 декабря 1983 года.

## Уход со сцены
По мере укрепления конституционного режима деятельность «Партизан Короля Христа» сходила на нет и фактически прекратилась к середине 1980-х. Мариано Санчес Ковиса скончался в 1993 году.
В то же время испанские леворадикалы даже в конце 2000-х обращали внимание на периодические вспышки силовой активности ультраправых. При этом они особо указывают на «Партизан Короля Христа» и напоминают об их длинном послужном списке.
«Партизаны Короля Христа» негативно воспринимаются в испанском обществе — за приверженность диктатуре, явный фашизм, террористические расправы. Однако в узких крайне правых кругах они не только сохраняют популярность, но и романтизируются. Так, в апреле 2012 года неизвестные закрасили символикой Guerrilleros de Cristo Rey республиканскую фреску в Вальядолиде.